# 贝尔内德
贝尔内德（法語：Bernède，法語發音：[bɛʁnɛd]）是法国热尔省的一个市镇，属于米朗德区。

## 地理
贝尔内德（43°40'10"N, 0°13'18"W）面积8.18 平方千米，位于法国奧克西塔尼大區热尔省，该省份为法国西南部内陆省份，北起顺时针与洛特-加龙省、塔恩-加龙省、上加龙省、上比利牛斯省、大西洋比利牛斯省和朗德省接壤。
与贝尔内德接壤的市镇（或旧市镇、城区）包括：阿杜尔河畔艾尔、热尔省巴瑟洛讷、科尔内扬、热-里维耶尔、拉尼克斯。

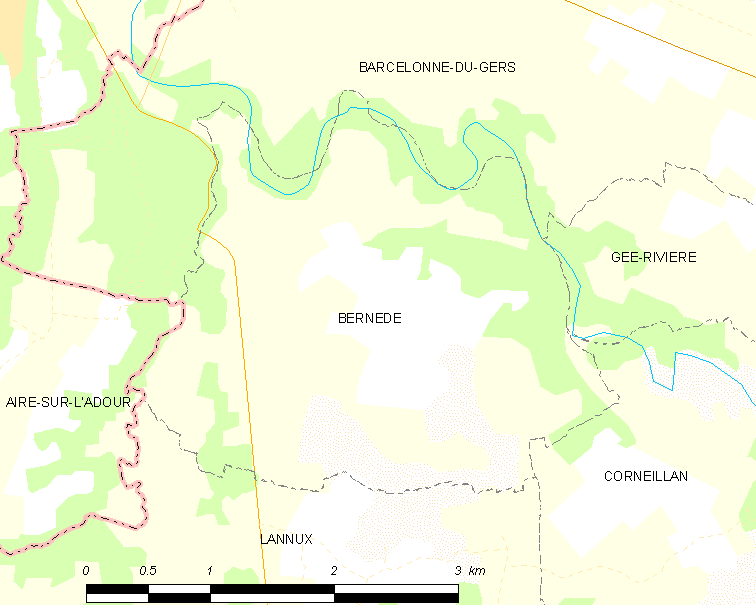
贝尔内德的OSM定位图

贝尔内德的时区为UTC+01:00、UTC+02:00（夏令时）。

## 行政
贝尔内德的邮政编码为32400，INSEE市镇编码为32046。

## 政治
贝尔内德所属的省级选区为热尔阿杜尔县。

## 人口

1962-2008年间贝尔内德人口变化图示

贝尔内德于2022年1月1日时的人口数量为186人。